# Eriocrania
Eriocrania là một chi bướm đêm thuộc họ Eriocraniidae.

## Các loài
- Eriocrania alpinella
- Eriocrania chrysolepidella
- Eriocrania cicatricella
- Eriocrania salopiella
- Eriocrania sangii
- Eriocrania semipurpurella
- Eriocrania sparrmannella
- Eriocrania unimaculella